# 桜井霞洞
桜井 霞洞（さくらい かどう、1889年（明治22年）2月15日‐1951年（昭和26年）7月18日）は大正時代から昭和時代の染色家。

## 来歴
鏑木清方及び和田三造の門人。1889年、茨城県北浦に生まれる。名は幸太郎。木挽町時代（1901年から1906年）の清方に入門、日本画を学び、主として官展の第4部、美術工芸の部門で活躍した。霞洞はまず1913年開催の第12回美術研精会展に「みどり」という作品を出品している。その後、1920年には和田とともに染色芸術研究所を設立した。その後、1928年の第13回郷土会展に「春」という作品を出品している。1927年、第8回帝展に「謡姫図壁掛」を出品、1928年の第9回同展に「捕鯨之図」（壁掛）を、1929年の第10回同展に「火労之図壁掛」を、1930年の第11回同展に「琉球那覇之図壁掛」を出品した。この「琉球那覇之図壁掛」は特選を受賞した。翌1931年10月の第12回帝展には無鑑査で「大江戸之図壁掛」を出品している。また、1931年5月の第16回郷土会展に「琉球文様手箱」を出品している。郷土会展はこれが最後の開催となった。1933年10月、第14回帝展には「染色漁船工作図壁掛」を、翌1934年10月の第15回帝展に「機織壁掛」を出品した。1936年2月の第1回改組帝展に「瀬戸風景染色衝立」、11月の第1回文展招待展に「革染色手箱」を出品している。
さらに1937年10月の新文展に「染色紋皮手箱」を、1938年10月の第2回新文展に「蝋纈染あざみ小屏風」を、1939年の第3回新文展に「染二曲屏風ざくろと金魚」を出品している。また、1940年11月に開催された紀元二千六百年奉祝美術展には「海幸染色二枚屏風」を出品、翌1941年10月の第4回新文展には「染色花園二枚折屏風」という作品を出品している。
1948年10月、第4回日展に「染色ハッピーコート江戸風景紋様」を出品している。翌1949年10月、第5回日展に「皮染色」、さらに1950年10月の第6回日展に「染色萩二枚屏風」を出品、没後の1951年10月の第7回日展に「手漉染紙黒潮之額」を出品している。